# Mamut
Mamut ASA är ett norskt IT-företag med verksamhet i 16 europeiska länder. Verkställande direktör och koncernchef är Eilert Hanoa. Företaget hade 505 anställda mars 2008. Företagets huvudkontor ligger i Oslo. Mamut levererar administrativa programvarulösningar och Internet-tjänster till små och medelstora företag.

## Historia

### Tidig historia
Även om företaget Mamut officiellt bildades 1994 kan dess upprinnelse spåras så långt tillbaka som till 1986 då grundaren Eilert Hanoa som 15-åring bildade sitt allra första IT-företag. Företaget sålde programvara till privatpersoner och små och medelstora företag. 1987 fick företaget namnet PC-Land Norge och påbörjade sitt första större utvecklingsprojekt – SuperWP – ett textbehandlingsprogram med integrerat kundregister. Företaget utvecklade även flera dataverktyg (utilities) som menysystemet SuperOffice, CRM-programvaran Activator Pro, skatteprogrammet WinSkatt och föregångaren till ekonomiprogrammet GuruOffice. 
Efter en analys av den norska marknaden för ekonomisystem avbröt Eilert Hanoa sina civilekonomstudier för att ägna sig åt utveckling av ekonomisystem på heltid. Det som idag är Mamut bildades av Eilert Hanoa den 1 december 1994 och fick namnet Guru Software AS. Centralt i affärsplanen var egenutvecklade och standardiserade administrationssystem anpassade till mindre verksamheter. Systemet baserades på Microsoft Windows och integrerades med Microsoft Office.

### Mamut
I september 1998 bildades dotterbolaget Mamut AS. ”Mamut” blev skyddat som företagsnamn och varumärke och domäner registrerades i Norge, Europa och USA. I mars 1999 lanserades Mamuts nya webbplats och företagets första e-handelslösning – Mamut Web – lanserades i augusti samma år. 1999 noterades företaget på Oslo Børs OTC-lista. 2000 bytte man namn från Guru Software till Mamut och bolaget omvandlades till ett publikt aktiebolag – Mamut ASA. 2000 hade företaget för första gången fler än 100 anställda och genomförde sin första emission riktad mot internationella investorer. 2001 introducerades produktportföljen Mamut Business Software i Norge, vilken ersatte Guru Business Applications. 2003 passerade företaget 100 miljoner NOK i omsättning och i maj 2004 noterades Mamut ASA på OSESX-listan.

### Marknader och internationalisering
Mamut levererade ursprungligen sina tjänster endast i Norge. Den första internationella satsningen skedde 2001 då ett samarbete startades med Arena Data AB gällande försäljning och distribution av Mamuts produkter på den svenska marknaden. 2002 introducerades Mamut Business Software i Sverige, 2004 i Nederländerna och Storbritannien, 2005 i Danmark och Irland, och 2008 i Tyskland. Mamut CRM & Sales lanserades i Nederländerna 2002.
Idag opererar verksamheten i Norge, Sverige, Danmark, Nederländerna, Tyskland, Storbritannien och Irland. Mamut erbjuder dessutom Internet-tjänster i Norge, Sverige, Danmark, Nederländerna, Tyskland, Storbritannien, Finland, Schweiz, Österrike, Frankrike, Belgien, Tjeckien, Polen, Spanien och Serbien.

### Uppköp
- 2000:
  - Guru Software (nu Mamut) köpte 100 procent av daTax Software AS för 22,4 miljoner NOK. I daTax-portföljen återfinns programvara inom ekonomistyrning, CRM och säljstöd, e-handel, medlemshantering och skatteberäkningar, främst riktad mot enskilda näringsidkare, föreningar och privatpersoner.
- 2002:
  - Mamut köpte den svenska ekonomisystemleverantören Arena Data AB för NOK 2,9 miljoner och bildade Mamut Business Resource Center i Gävle.
- 2006:
  - Mamut köpte 100 procent av webbhotelleverantören Active 24. Den svenska webbhotelleverantören Loopia AB, helägt av Active 24, blev därigenom också ett Mamut-företag.
  - Mamut köpte danska ServiceSuite, en lösning för mobil hantering av arbetsprocesser, samt en e-handelslösning för kommunikation mellan grossist/leverantör och kund.
- 2007:
  - Mamut köpte Allerup edb as, en dansk leverantör av ekonomisystem.
- 2008:
  - Mamut köpte norska KlubbenOnline, inklusive Medlemsservice, från EDDA Digital. Avtalet omfattade övertagelse och vidareutveckling av communitylösningar för norska idrottsföreningar och klubbar, inklusive programvaru-, webbside- och publiceringslösningar.
  - Mamut köpte brittiska MYOB UK Business Division från MYOB Limited för GBP 1,7 miljoner. MYOB är bland de fem mest kända leverantörerna av programvarulösningar inom redovisning, detaljhandel, lön och administration till små och medelstora företag i Storbritannien. Uppköpet innefattade även varumärket DOSH med tillhörande produktportfölj.

En analytiker menade att uppköpet av Active 24 gjordes på bakgrund av dess samarbetsavtal med Mamuts konkurrent 24SevenOffice. I efterhand stämde 24SevenOffice Mamut på 200 miljoner norska kronor för avtalsbrott. 24SevenOffice förlorade dock på alla punkter i tingsrätten och överklagade. . Kravet reducerades till 30 miljoner norska kronor. I december 2008 förlorade 24SevenOffice i hovrätten, även denna gång på alla punkter i en samstämmig dom.  24SevenOffice dömdes att betala alla kostnader förbundna med rättegången, vilka uppgick till 2,36 miljoner norska kronor.

## Produkthistorik
1995 lanserades företagets första ekonomiprogram Guru Office och 1996 lanserades produktportföljen Guru Business Applications. 1997 lanserades en lösning för flera användare – Guru Enterprise – vilken uppgraderades till GBA Enterprise 1998. 1999 lanserades den första produkten under varumärket Mamut; webbside- och e-handelslösningen Mamut Web. Ett skifte skedde 2001 när alla GBA-produkter ersattes med den nya portföljen Mamut Business Software. 2005 lanserades Mamut Open Services; en serie gratisprodukter inom affärsrelaterade områden. 2006 köpte Mamut Active 24 och satsade därmed på Internet. 2007 köpte man danska Stellar vilket införlivades som en del av Mamut Business Software.  2007 lanserade Mamut även sin nya teknologiska plattform Mamut Business Platform. Denna är det tekniska fundamentet för produktkonceptet Mamut One som lanserades 2008, och som är Mamuts Software + Services-koncept.

## Dotterbolag
- Active 24 (internationellt)
- daTax Software Software AS (Norge)
- Mamut Stellar Business AS, (Danmark)
- Loopia AB (Sverige)

### Produkter
- Mamut One
- Mamut daTax Software
- MYOB/DOSH
- Loopia
- Mamut Stellar Business Software
- KlubbenOnline/Medlemsservice